# هانا کرال
هانا کرال (متولد ۱۹۳۵) نویسنده لهستانی است که در تاریخ هولوکاست در لهستان جنگ دوم جهانی تخصص دارد.
مهم‌ترین اثر او رمان تاریخی تعقیب پادشاه قلب‌ها است که در ابتدا به عنوان Król Kier Znów Na Wylocie در سال ۲۰۰۶ منتشر شد و در سال ۲۰۱۳ توسط فیلیپ بوم به زبان انگلیسی ترجمه شد. این داستان زندگی ایزولدا رگنسبرگ را در طول هولوکاست دنبال می‌کند. اکثر این رمان در دهه ۱۹۴۰ در لهستان اتفاق می‌افتد. در این مدت، هرکسی که می‌فهمند یهودی است به اردوگاه‌های کار اجباری منتقل می‌شود. بسیاری از این اردوگاه‌ها و زندان‌ها در کتاب حضور دارند.